# Apatophyllum olsenii
Apatophyllum olsenii là một loài thực vật có hoa trong họ Dây gối. Loài này được McGill. mô tả khoa học đầu tiên năm 1971.